# Varian Fry
Varian Mackey Fry (New York, 15 oktober 1907 - Redding, 13 september 1967) was een Amerikaanse journalist die tijdens de Tweede Wereldoorlog tussen de 2000 en 4000 Joden vanuit Marseille over de Pyreneeën hielp ontsnappen naar het neutrale Spanje. Dit om hun aan de nazi-vervolging te laten ontkomen.

## Levensloop

### Vroege leven
Op 4 augustus 1940 stonden de passagiers te popelen om aan boord te treden op de Pan American Airways' Boeing 314 Dixie Clipper op de luchthaven LaGuardia (New York) voor de vlucht naar Marseille. Op deze zomerdag reisde er een gewoon uitziende man van 32 mee. Hij werd omschreven als een Harvard-intellectueel, een eenling die de schijnwerpers meed en een heleboel geld (gebonden aan zijn riem) met zich meedroeg. Samen met het geld droeg Fry een lijst van 200 namen met zich mee. Het waren namen van mensen die gevangen waren in het door de nazi's bezette Frankrijk. Fry stond aan het begin van een van de meest gevaarlijke, maar minst bekende reddingsoperaties van de Tweede Wereldoorlog.
Op het moment van zijn vlucht was Fry redacteur van de Foreign Policy Association's Books en lid van het Emergency Rescue Committee (ERC), die was opgericht om de belangrijkste intellectuelen gestrand in Frankrijk te redden. Velen van hen waren slechts een stap verwijderd van de deportatie naar de concentratiekampen. Hij was meertalig en sprak naast Engels zowel Frans als Duits. Enkele personen van Fry's lijst waren: Marc Chagall, Hannah Arendt, André Breton, Marcel Duchamp en de beeldhouwer Jacques Lipchitz. Tegen de tijd dat Fry Frankrijk (ongeveer een jaar later) verliet, was hij erin geslaagd om via heimelijke middelen meer dan 2.000 burgers en militairen te redden.
Fry werd geboren op 15 oktober 1907 en groeide op in Ridgewood (New Jersey), in een disfunctioneel gezin. Tijdens zijn jeugd bracht zijn moeder vele maanden door in een ziekenhuis. Ze had ernstige emotionele problemen. Hij werd opgevoed door twee tantes, die als surrogaatmoeders optraden. Zijn vader, een beursagent, was het grootste deel van de tijd weg voor zijn werk waardoor er weinig contact was tussen vader en zoon.
Een heel belangrijke persoon in het leven van de jonge Fry was zijn grootvader Charles, die in het Children's Aid Society actief was. Charles nam Varian vaak mee op zijn reizen en hij bracht de zomer door op een kamp voor kinderen in Brooklyn.

### Studie en liefdesleven
Fry ging zowel naar de Hotchkiss als de Taft School en verhuisde daarna terug naar New Jersey. Daar ging hij naar de Riverdale Country School, niet ver van zijn woonplaats. De volgende school waar hij studeerde was Harvard. Dit waren zeer uitdagende jaren voor hem op intellectueel vlak. Met een vriend, Lincoln Kirstein, richtte hij een literair kwartaalblad op, genaamd de Hound & Horn. Fry werd er door zijn eigenwijze en rebelse karakter even uitgezet, maar slaagde erin om terug toegestaan te worden.
Terwijl Fry aan Harvard studeerde, ontmoette hij Eileen Hughes, Lincolns zus. Een tijd later trouwden ze. Kort voor hij afstudeerde, schreef hij op een formulier wat zijn ideale baan zou zijn: "Een Europees vertegenwoordiger, bij voorkeur in Frankrijk, Spanje, Italië of Griekenland." Hij studeerde af in mei 1931 en moest nu met zijn jonge vrouw de zoektocht starten naar een betrekking in erg moeilijke omstandigheden. Er was sprake van de "Great Depression job market".
Varian en Eileen verhuisden naar New York en vestigden zich daar in de buurt Lower Manhattan. Eileen was onderwijzeres, terwijl Varian begon aan een reeks van banen bij uitgeverijen die hem naar het Scholastic tijdschrift leidden. Daarna kwam hij terecht bij The Living Age, een tijdschrift dat zich concentreerde op buitenlandse zaken. Deze baan gaf hem toegang tot informatie over wat er in Europa gaande was.

## Carrière
In mei 1935 ging Fry, in opdracht van The Living Age, op zakenreis naar Duitsland om zelf te kunnen zien of de voorwaarden die hij hoorde over het lot van de Europese Joden werkelijkheid waren. Hij bracht drie maanden door in Duitsland en verbleef in Berlijn. Tijdens zijn verblijf werd hij getuige van de eerste zuiveringen in Duitsland (de systematische afronding van de Berlijnse joden door de geheime politie). Verontwaardigd door wat hij zag, was hij vastbesloten om iets te ondernemen. Bij zijn terugkeer schreef hij een artikel voor The New York Times over wat hij gezien had.
In 1937 ging Fry werken bij de Foreign Policy Association's Headline Books in New York. Door zijn nieuwe functie kon hij diverse boeken over buitenlandse zaken schrijven, met inbegrip van The Peace That Failed.

### Tweede Wereldoorlog
Toen het nieuws van de Jodenvervolging in Europa de Verenigde Staten bereikte, vergezelde Fry de ERC, die vluchtelingen hielp. Zijn onmiddellijke doel was om genoeg geld in te zamelen om een groot aantal intellectuelen te kunnen redden die op dat moment gevangen zaten in Frankrijk. In juni 1940 verdeelden de zegevierende nazi's Frankrijk in twee verschillende gebieden. De Duitsers bezetten het noorden van Frankrijk, terwijl een Franse marionettenregering over het zuiden van de stad Vichy regeerde.
Aanvankelijk heeft het ERC geprobeerd om met Franklin D. Roosevelts regering een akkoord te sluiten. Het comité wou de Amerikaanse regels om aan een visum te geraken laten versoepelen. Op die manier zouden er gemakkelijker vluchtelingen kunnen worden overgebracht naar de Verenigde Staten. Roosevelts regering betuigde zijn sympathie, maar bood geen concrete hulp.

### Vertrek naar Marseille in Frankrijk
Zonder hulp van de overheid nam het comité het heft in eigen handen. Ze zochten vrijwilligers om naar Frankrijk te gaan om deze gevangenen te helpen bevrijden. Toen niemand anders het aanbod wou aannemen, stapte Fry naar voor. Hij bracht enkele persoonlijke zaken op orde en nam afscheid van zijn vrouw. Met een lijst van de meest getroffen mensen en geld om zijn onderneming te financieren, vertrok hij naar Frankrijk.
Nadat Pan Ams Dixie Clipper stops maakte in het neutrale Portugal en Spanje, landde Fry in de drukke stad Marseille, de laatste Franse haven die toen nog niet in de handen van de nazi's was. Dit gebeurde op 15 augustus 1940. Hij checkte in in het Hotel Splendide, dat zijn tijdelijke thuis zou worden. Na het uitpakken bracht Fry een bezoek aan het Amerikaanse consulaat in Vichy, om de officier te ontmoeten die visumaanvragen behandelde. Fry stelde zich voor en legde zijn missie uit, maar tot zijn grote verbazing, kreeg hij geen hulp van hen. De Vichy-regering zette de Amerikanen onder druk om zich niet te bemoeien met de benarde situatie waarin de gevangenen in Frankrijk verbleven.
Frank Bohn, een vertegenwoordiger van het Joodse Labor Comité was de eerste die zijn hulp aanbood aan Fry. Bohn had gehoord over de jonge redacteur en benaderde Fry, die hem de lijst gaf van mensen die de ERC wilde evacueren uit Frankrijk. Bohn gaf hem een aantal Amerikaanse noodvisa, maar de vluchtelingen hadden nog andere documenten nodig die erg moeilijk te verkrijgen waren. De enige uitweg uit Frankrijk, zei Bohn, was op illegale of verdoken wijze, via de grens met Spanje. Het werd meteen duidelijk dat de taak van Fry zeer moeilijk zou worden.
Tijdens zijn eerste week in Marseille, deed het nieuws de ronde dat een Amerikaanse vertegenwoordiger in de stad was, die vluchtelingen kon helpen ontsnappen. Al snel kwamen enkele mensen van op zijn lijst aanbellen in het hotel waar hij verbleef. Na verloop van tijd huurde Fry enkele vertrouwenspersonen in om hem te helpen. Hij huurde een ruimte van het hotel en startte een geheime zaak, genaamd: Centre Americain de Secours. Fry gaf hoopvolle vluchters zakgeld en ontmoette hen 's nachts om hun toekomstige plannen te bespreken.
Zijn activiteiten bleven niet onopgemerkt door de lokale Franse politie. Fry moest extra voorzichtig zijn om niet betrapt te worden terwijl hij met iets illegaals bezig was. Hij besefte hoe belangrijk zijn werk was. Gedurende deze tijd schreef hij een brief aan zijn moeder in New Jersey, waarin stond: "Je kunt zien dat ik hier niet blijf omdat het leuk is, maar omdat ik moreel gezien niet kan vertrekken. Iedereen is het eens dat mijn kantoor zou instorten zonder mij."

### Contactpersonen
Een van de personen die Fry vertrouwde was de 25-jarige Albert Hirschmann, genaamd "Beamish," een man die wist waar een vals paspoort te verkrijgen was.
Hirschmann was Fry's contactpersoon naar de onderwereld van Marseille en gebruikte al zijn connecties om de vluchtelingen uit Frankrijk te helpen smokkelen. Een van de mannen waarover Hirschmann beschikte, was alleen bekend als "Malandri", een Corsicaanse zakenman. Fry hoorde voor de eerste maal over Malandri, van een vrouw genaamd Delapre, die bij het Amerikaanse consulaat werkte. Malandri leidde Hirschmann naar een kleine misdadiger en restauranteigenaar, genaamd Jacques. Met behulp van zijn aanzienlijke connecties, introduceerde Jacques Hirschmann aan "Dimitru." Deze mannen waren in staat om geld te wisselen op de zwarte markt. Op een gegeven moment werd meer dan 330.000 Franse frank in de undercoveroperatie van Fry omgezet.
Een andere waardevolle contactpersoon van Fry was de Tsjechische consult, Vladimir Vochoc. Hij bezorgde het Centrum authentieke Tsjechische paspoorten voor de mensen op Fry's lijst. Geldige paspoorten konden ook gekocht worden bij het kantoor van de Litouwse consult. Een paspoort kostte honderd dollar, zonder dat hierover vragen gesteld werden.
Miriam Davenport, een van zijn trouwste medewerkers, bracht hem in contact met een vervalser genaamd Bill Frier, (Wilhelm Spira). Frier, een cartoonist van beroep, werd in het verleden gearresteerd door de Duitsers in Frankrijk, en mede hierdoor wilde hij de geallieerden helpen. Hiervoor was geen betere manier dan te helpen met Varian Fry.
Fry introduceerde Frier aan de vervalser Frederic Drach, een voormalige werknemer van de Franse inlichtingendienst. Drach nam Frier onder zijn hoede en leerde hem hoe hij paspoorten moest vervalsen die toch de inspectie konden passeren.

### Succes van de operatie
Drachs werk hielp honderden mensen ontsnappen uit Frankrijk.
Fry had zijn eerste succes in september 1940. Hij arrangeerde noodpaspoorten om Herny Ehrmann en zijn vrouw in het geheim via Marseille naar Spanje te kunnen overbrengen. Dit lukte en weldra bevond het koppel zich in New York.
Tegen het einde van het jaar boekte Fry nog meer succes. Hij zette al zijn middelen in om tegen het einde van september 250 Joden te helpen ontsnappen. Zo betaalde hij gidsen om mensen over de Pyreneeën naar Spanje te brengen, en grensbewoners om de patrouilles van de grenswachten in het oog te houden. Maar hij had ook contact met Italiaanse sympathisanten die hem hielpen om vluchtelingen Frankrijk uit te smokkelen via schepen. De scheepsroute via Noord-Afrika wa vrij succesvol, hoewel op een bepaald moment toch een aantal vluchtelingen oderschept werden. Een andere vluchtroute per schip ging naar het Caribische eiland Martinique en vandaar naar een veilige haven.
De enige Amerikaanse diplomaat in Marseille die Fry geholpen heeft met zijn werk was Hiram Bingham IV, een consulair ambtenaar en zoon van senator Hiram Bingham III. Enkele opmerkelijke vluchtelingen die werden geholpen door Bingham waren Charlotte Brand, een kunstenares uit Duitsland die passage vond naar New York, en Adam en Paulina Kaufman uit Polen. Zij waren gevlucht om een gevangenisstraf in Tsjechië te ontlopen. Ze konden vluchten dankzij de valse paspoorten die ze van Bingham kregen.

### Hulp aan Britse troepen
Tijdens een inspectieronde van zijn netwerk ontmoette Fry in het geheim op de Britse ambassade in Spanje Major Torr, die voor MI-6 (de Britse geheime inlichtingendienst) werkte. Fry vertelde Torr over zijn geheime werk om mensen vanuit Frankrijk te laten vluchten. Hij vroeg Torr of de Britten misschien aantal van zijn overzeese routes konden gebruiken om het grote aantal Britse troepen dat in Marseille gevangen zat, te helpen ontsnappen. Tot Fry's verbazing toonde de Britse officier echter geen interesse. Kort erna kreeg Fry toch een telefoontje van Torr met de vraag om hulp. Totaal onverwacht was de Spaanse regering overeengekomen om Duitsers, maar ook mensen die in het door Duitsland bezette gebied leefden, (met de juiste papieren) toegang te geven tot Spanje. In een daaropvolgend gesprek vroeg Torr hem om lid van de MI-6 te worden. In Spanje ontmoette Fry de Britse ambassadeur, Sir Samuel Hoare, die zijn medewerking vroeg om Britse soldaten die in Frankrijk gevangen zaten te helpen ontsnappen naar Spanje. Fry moest enkel de schepen lokaliseren en de soldaten uit Frankrijk weghalen. Toen de Britse soldaten dankzij Fry in Spanje aankwamen, schonk de Britse regering Fry 10.000 dollar. Dit kon hij dan weer gebruiken om zijn project te financieren.
Fry aanvaardde onmiddellijk het aanbod van Hoare, met één waarschuwing: De Britten moesten op de schepen opdagen met Spaanse registers, die ze zelf meedroegen en deze in het geheim meenemen van Barcelona naar Marseille. Van daaruit zou Fry hen helpen met hun plan. Hoare ging akkoord maar had nog een laatste voorwaarde: "Fry mocht nooit Engelse soldaten en Italianen op hetzelfde momenten betrekken, omdat dit onnodig de Engelsen zou compromitteren."
Fry gaf Hirschmann instructies om in contact te komen met een Britse officier genaamd Miles, die verbleef in Marseille, om een plan te bespreken hoe ze een aantal Britse soldaten konden helpen ontsnappen over de Pyreneeën. Hoewel de plannen voor het weghalen van grote aantallen Britse soldaten uit Frankrijk werden gedwarsboomd door de arrestatie van een aantal van Fry's kompanen (die verbleven langs de Frans-Spaanse grens), sloeg de Amerikaanse hulpgroep er toch in om een klein aantal soldaten te verschepen via Noord-Afrika (Algerije), Lissabon, Casablanca of via Gibraltar, waar de Britten een grote militaire basis hadden.

### Gestapo en Vichy-regering dreven hem in het nauw
Sinds zijn aankomst in Marseille, werd Fry voortdurend onder toezicht gehouden door de Gestapo en de lokale Franse politie. De autoriteiten hadden de taak om hem en zijn geheime netwerk in het oog te houden. Het belemmeren van zijn werk werd uiteindelijk overgenomen door de Vichy-regering. In december 1940 arresteerde de Franse politie Fry en een aantal van zijn medewerkers. Fry werd uiteindelijk vrijgelaten. Hij werd er zich wel van bewust dat zijn tijd begon te dringen. In januari 1941 was zijn Amerikaanse paspoort verstreken en het Amerikaanse consulaat vernieuwde het niet. Kort daarna werd hij verbannen uit Frankrijk waardoor hij zijn zeer succesvolle reddingsoperatie moest staken.

### Fry ontvluchtte Frankrijk
Fry ging terug naar de Verenigde Staten in september 1941 en hervatte zijn carrière in de uitgeverij. Hij vond een baan als redacteur bij het tijdschrift The New Republic en schreef hij een groot aantal stukken over het lot van de Europese Joden. In 1945 schreef hij zijn memoires, Surrender on Demand, waarin hij over zijn heldendaden in Frankrijk vertelde.

## Overlijden en eretitel
Op 13 september 1967 overleed Varian Fry thuis, in Connecticut, op 59-jarige leeftijd. Hij werd nooit erkend door de Amerikaanse overheid voor zijn dapper werk in Marseille. Zijn humanitaire hulp werd wel erkend door de regering van Israël, die hem in 1996 de prestigieuze "Righteous Among the Nations (Rechtvaardige onder de Volkeren)" award toekende - een eer die hij deelt met Oskar Schindler en Raoul Wallenberg.

## Publicaties

### Boeken van Varian Fry (onvolledig)
- The Peace that Failed: How Europe Sowed the Seeds of War, Foreign Policy Association, 1939
- Bricks without Mortar: The Story of International Cooperation, Foreign Policy Association, 1939
- Assignment: Rescue. An Autobiography, Scholastic Inc., 1968; 1993
- Surrender on Demand, Random House, 1945; Johnson Books, 1997 - Ned. vertaling (door Laura Van Campenhout): Varians oorlog, Amsterdam: Mouria, 2005

### Boeken over Varian Fry
- Fittko, Lisa: Escape through the Pyrenees, Northwestern University Press, 1991
- Marino, Andy: A Quiet American: the Secret War of Varian Fry, St. Martin's Press, 1999
- Isenberg, Sheila: A Hero of Our Own: the Story of Varian Fry, Random House, 2001
- Meyerhof, Walter: In the Shadow of Love, Stories from my Life, Fithiam Press. 2002